# 阿迪·道沙旺
阿迪·道沙旺（皇家轉寫：Artit Daosawang；1992年11月11日—），也译道萨旺，泰国足球运动员。道沙旺目前在泰国足球超级联赛球队蒙通联效力，司职中后卫，也可以打左后卫或右后卫。
道沙旺在TOT俱乐部效力时，曾是泰超最年轻的出场球员之一。那场比赛是在2009年3月24日，TOT面对蒙通联，道沙旺上场时只有16岁131天。道沙旺随蒙通联夺得了2012年泰国足球超级联赛的冠军。2013年亚洲冠军联赛蒙通联客场对阵中国球队广州恒大，道沙旺司职右后卫，对位防守穆里奇，下半场多次对穆里奇使用野蛮的犯规动作，然而穆里奇没有受伤，道沙旺却在一次侵犯穆里奇后受伤倒地，无法坚持比赛而被替换下场。

## 荣誉
国际比赛
- 2009年东南亚青年足球锦标赛（英语：2009 AFF U-19 Youth Championship）冠军

蒙通联
- 泰国足球超级联赛冠军：2012